# Pachliopta aristolochiae

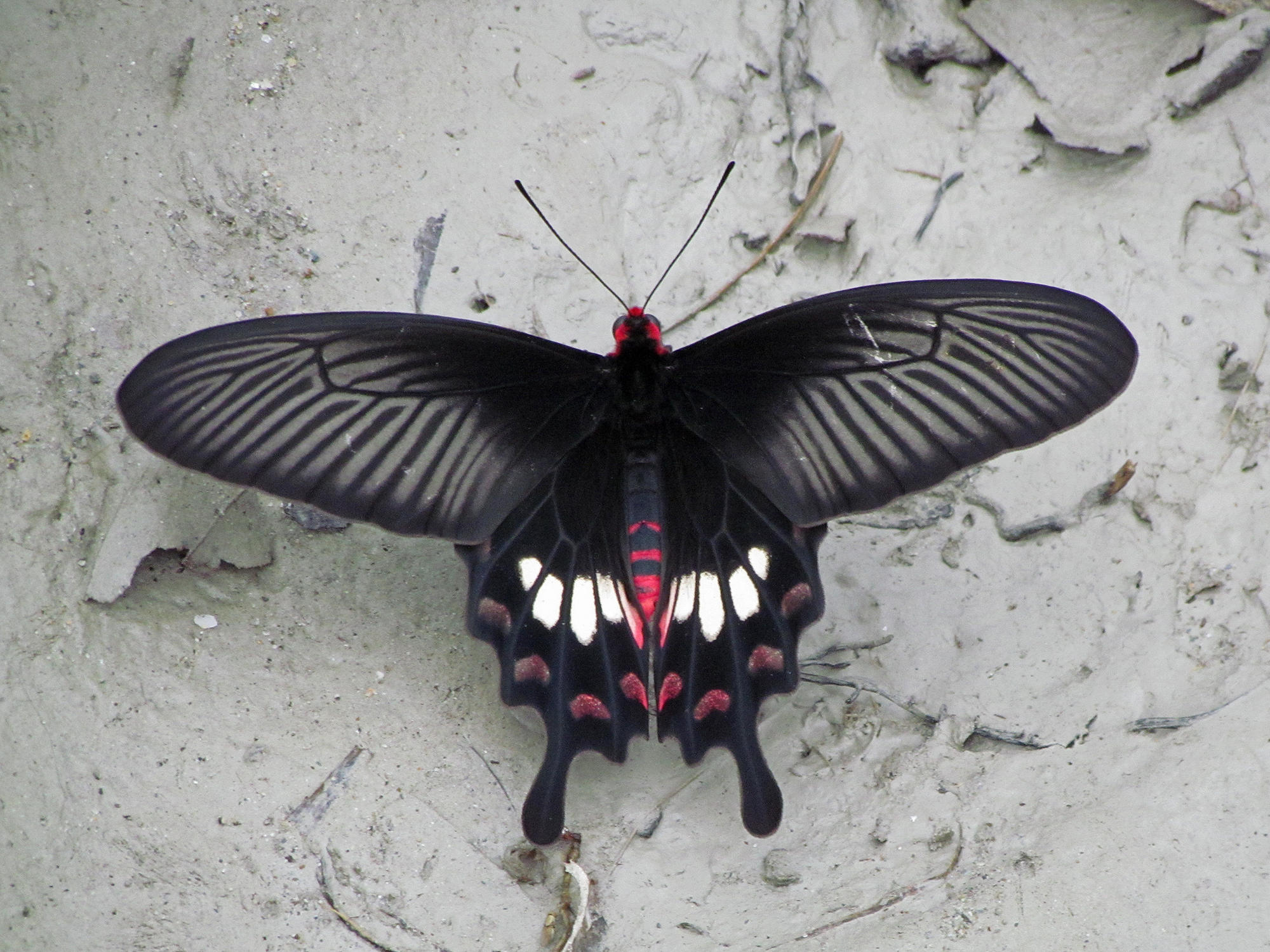
Pachliopta aristolochiae, сверху

Pachliopta aristolochiae (лат.) — вид дневных бабочек из семейства парусников (Papilionidae). Широко распространён в Южной и Юго-Восточной Азии. В Индии это обычный вид, не требующий специальных мер охраны. Известен под местным названием «обыкновенная роза» («common rose»). Средних размеров бабочки в основном чёрного цвета с красными и белыми отметинам, с удлинёнными узкими задними крыльями с длинными широкими хвостиками. Гусеницы питаются растениями рода Кирказон (Aristolochia). Для защиты от хищников они способны накапливать в своих телах токсичную аристолохиевую кислоту из растений, которыми питаются.

## Распространение
Широко распространён в Азии, включая Афганистан, Пакистан, Индию (включая Андаманские острова), Непал, Шри-Ланку, Мьянму, Таиланд, Японию (только на юго-западе Окинавы), Лаос, Вьетнам, Камбоджу, Никобарские острова, полуостровную и восточную Малайзию, Бруней, Филиппины (Палаван и Лейте), Индонезию, Бангладеш и Тайвань.
В Китае распространён в Южном и Восточном Китае (включая Хайнань, провинцию Гуандун) и Гонконге. В Индонезии распространён на Суматре, Ниасе, Энггано, Бангке, Яве, Бали, Кангеане, Ломбоке, Сумбаве, Сумбе, Флоресе, Танахджампеа и Калимантане.

## Описание

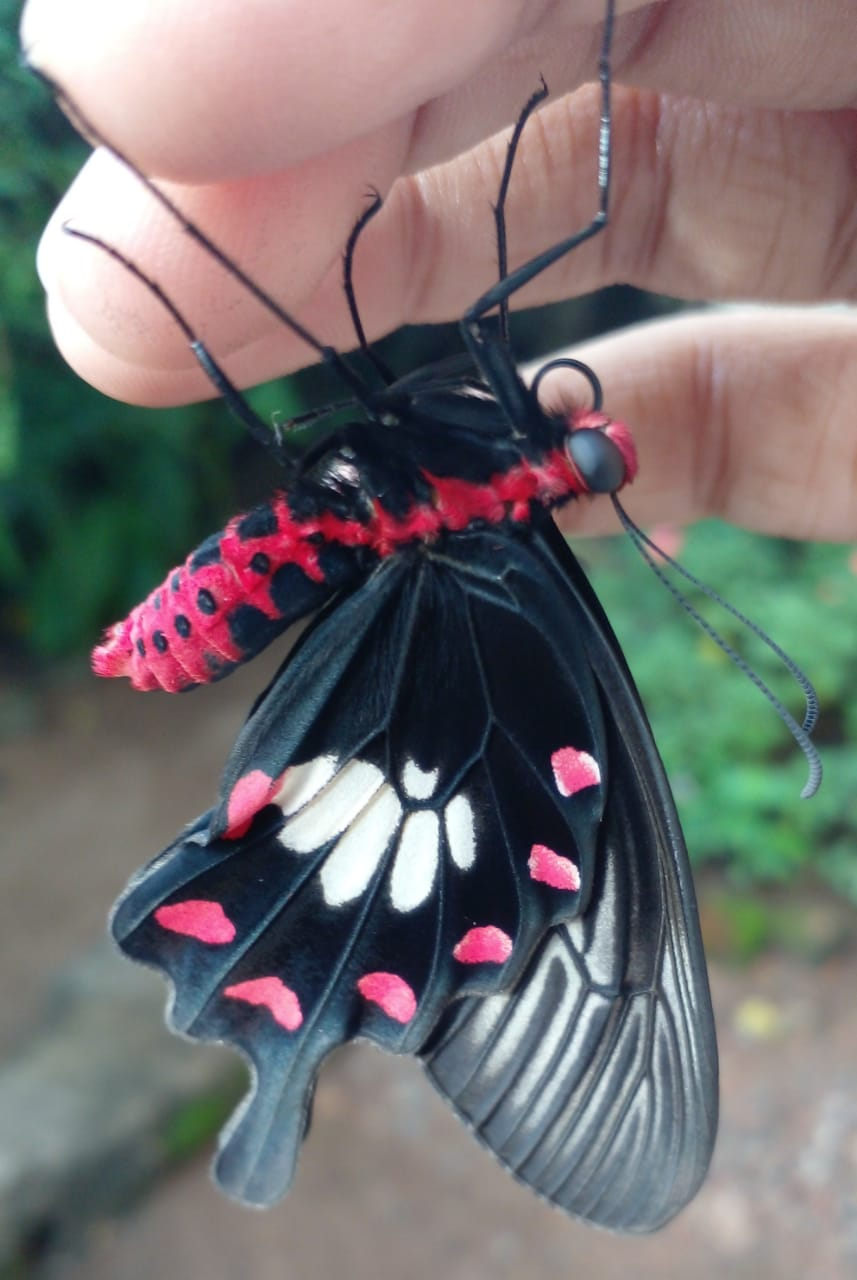
Самец
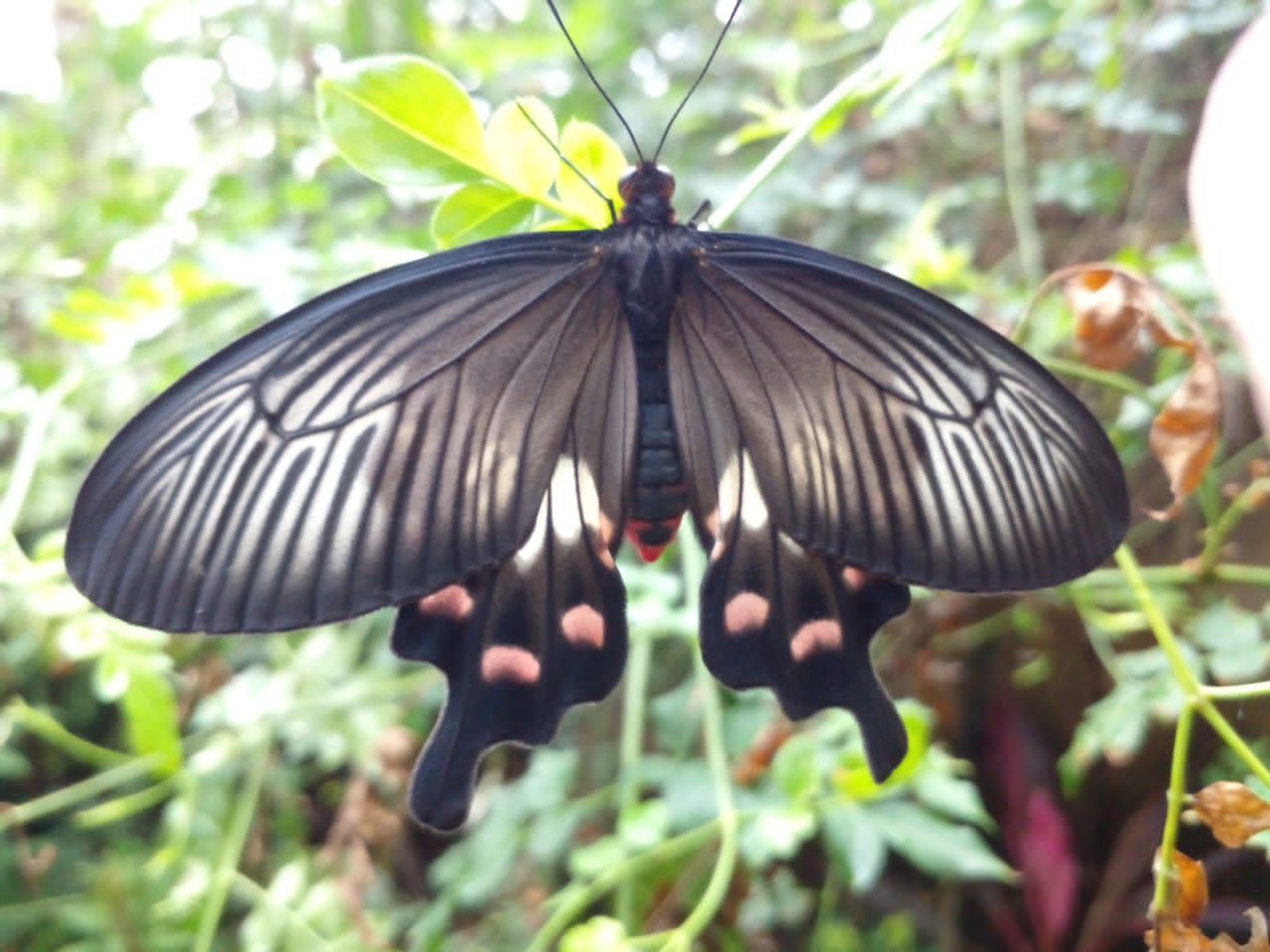
Самец
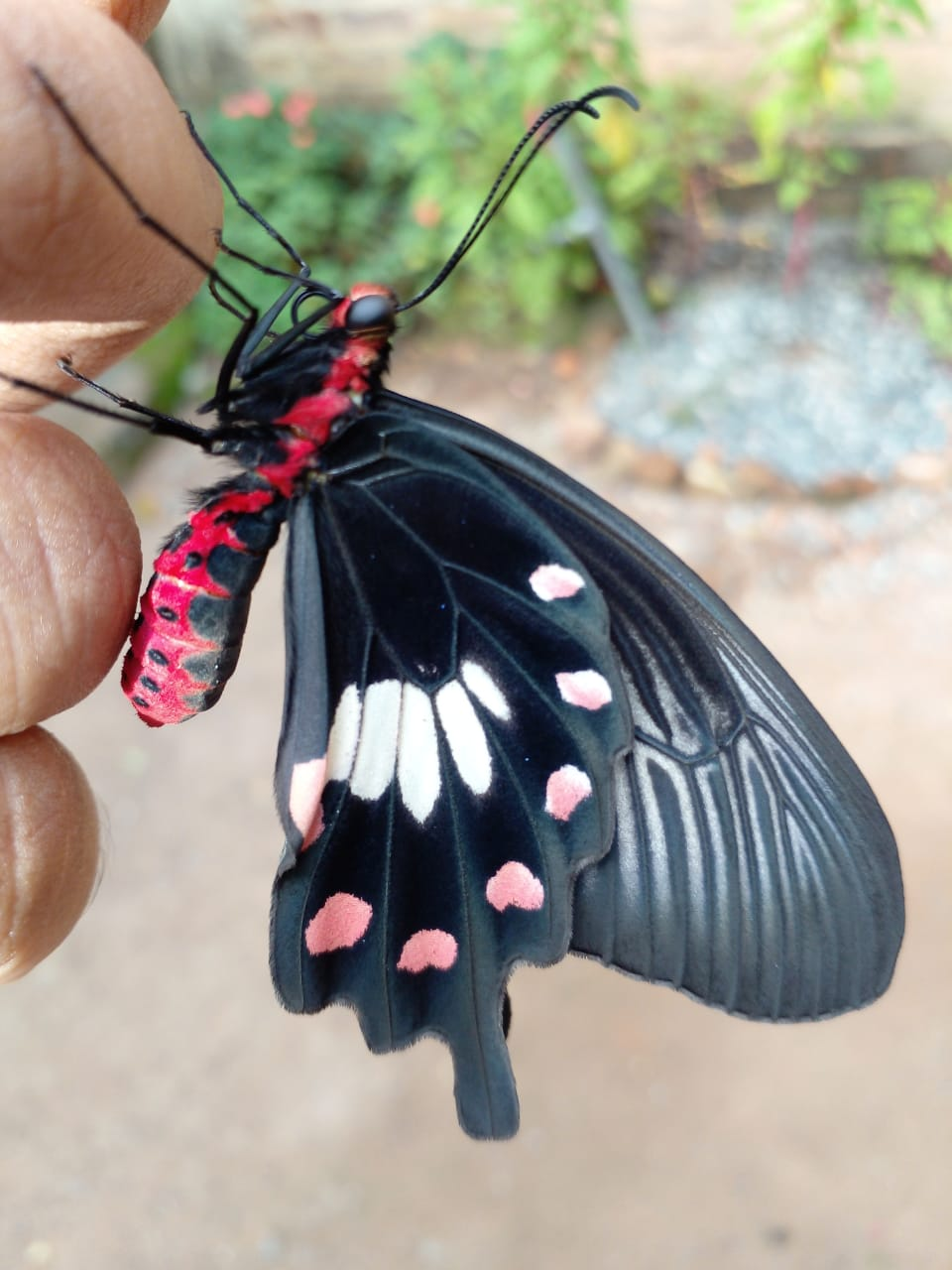
Самка
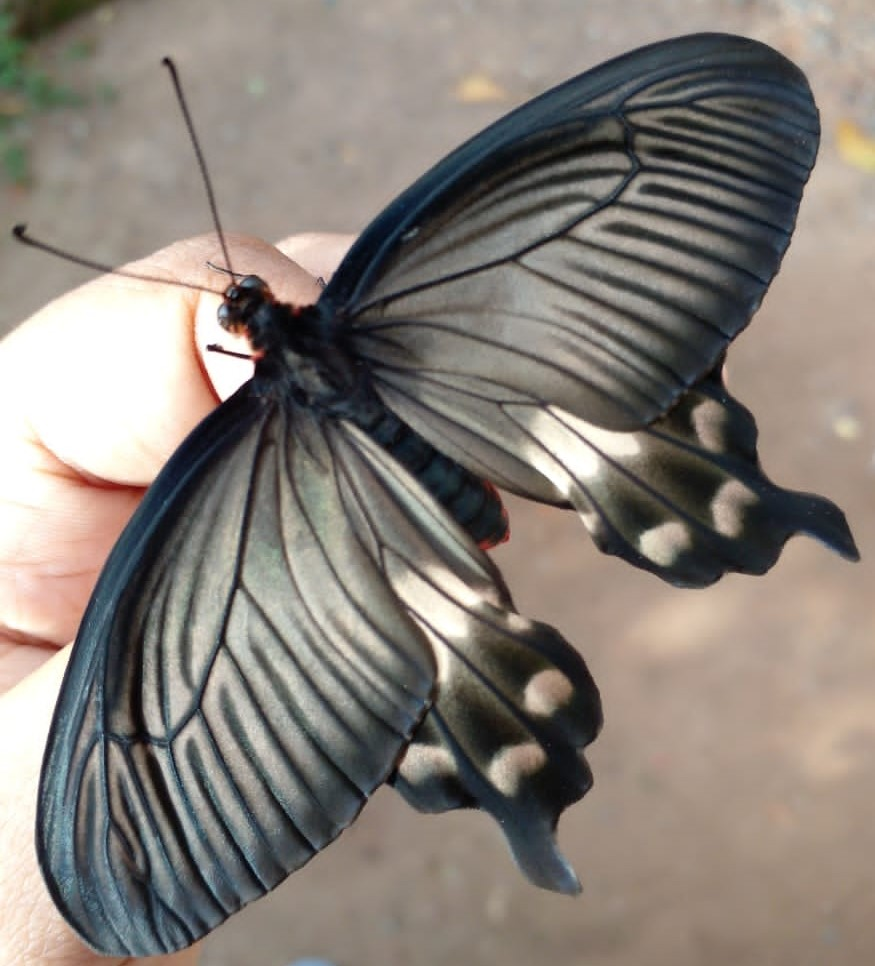
Самка

Средних размеров бабочки, с удлинёнными узкими задними крыльями с длинными широкими хвостиками булавовидной формы. Верхняя сторона крыльев самца бархатисто-чёрная. Размах крыльев от 80 до 95 мм.
Переднее крыло с хорошо выраженными светлыми наднервулярными штрихами на дискальном участке, не достигающими терминального края, последний широко бархатисто-чёрный; штрихи за концом клетки простираются внутрь до её вершины.
Заднее крыло с продолговатыми белыми отметинами. У высушенных экземпляров эти отметины очень короткие; за ними — изогнутая серия тускло-малиновых или розово-красных субтерминальных луновидных отметин, испещрённых чёрными чешуйками.
На нижней стороне крыльев самцов основной цвет и отметины такие же, но красные субтерминальные пятна на заднем крыле намного ярче; они не покрыто чёрными чешуйками, лучше выражено, передние четыре субквадратны, следующие два серповидны, иногда также квадратны, пятно в промежутке одно треугольное и заострённое. Усики, грудь и брюшко вверху до преанального членика чёрные; голова, бока переднегруди сверху и вся грудь и брюшко снизу ярко-красные; анальный сегмент ярко-красный.
Самки похожи на самцов; они отличаются от них только сравнительно более широкими крыльями, и это наиболее заметно на переднем крыле.
Летает высоко, но почти всегда спускается вниз к нектару на цветах. В таких случаях Pachliopta aristolochiae часто ныряет вниз с отведёнными назад крыльями, и когда он приближается к цветку, крылья раскрываются, обеспечивая замедление. В других случаях он движется вперёд, в основном взмахивая передними крыльями. Задние крылья обеспечивают некоторое планирование и равновесие, но не сильно способствуют его движению вперёд. Эта техника придаёт довольно необычный вид его полёту. У наблюдателя создаётся впечатление, что он летит по воздуху только с помощью передних крыльев. Несмотря на этот своеобразный медленный полёт, на него редко нападают хищники, поскольку он хорошо защищён ядами, которые данный вид выделил из кормового растения. Он также выделяет неприятно пахнущее вещество при обращении с ним, что ещё больше усиливает его непривлекательные качества.
По утрам P. aristolochiae появляется намного раньше, чем большинство бабочек, и активен в течение дня до заката. Однако около полудня или в начале дня в засушливой зоне его меньше, поскольку он уходит в заросли, чтобы избежать полуденной жары. Здесь он остаётся до позднего вечера, чтобы снова полететь. Вид так же охотно летает в тени, как и на солнце, и часто посещает цветы подлеска, такие как Jatropa cuarcus и Clerodendron paniculata. По вечерам бабочки улетают в лесные массивы или заросли в поисках сухих веток, на которых можно устроиться на ночлег. Для этого они выбирают участки на высоте от 10 до 15 футов над землёй, ниже кроны деревьев с достаточным укрытием от непогоды. P. aristolochiae часто отдыхает в компании других представителей своего вида, в том числе, в компании «багровой розы» («crimson rose», или Pachliopta hector).

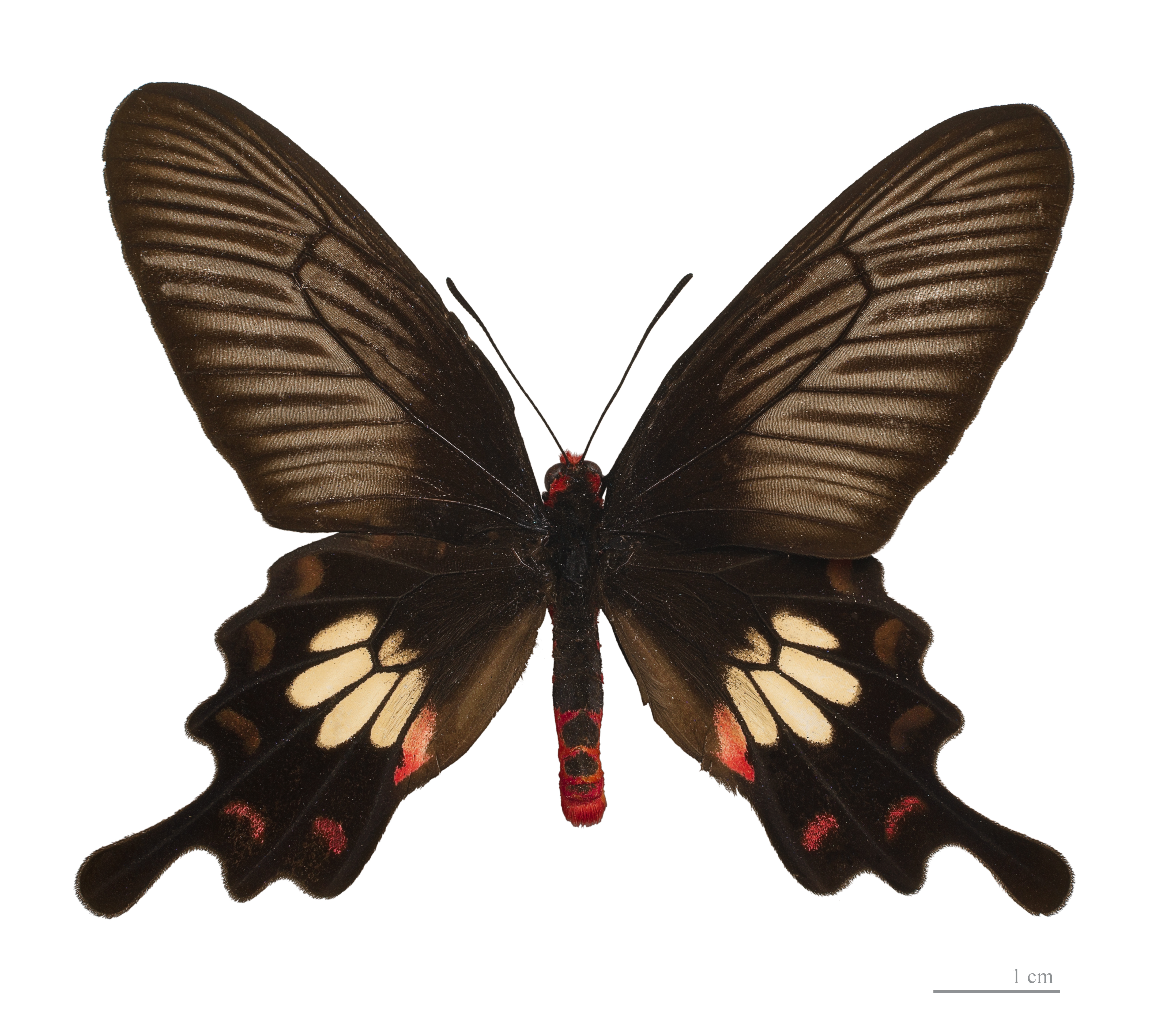
Самец, верх
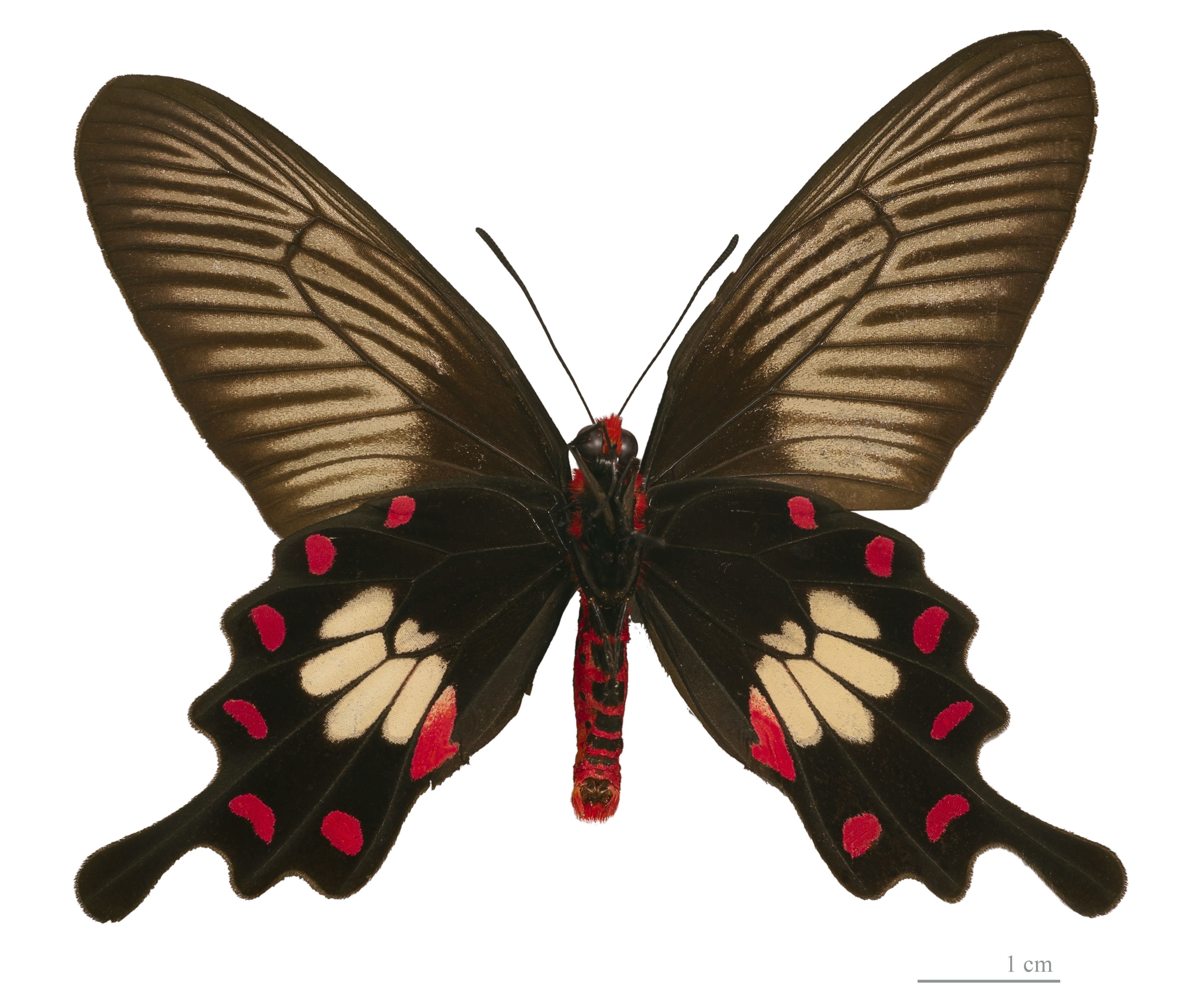
Самка, низ
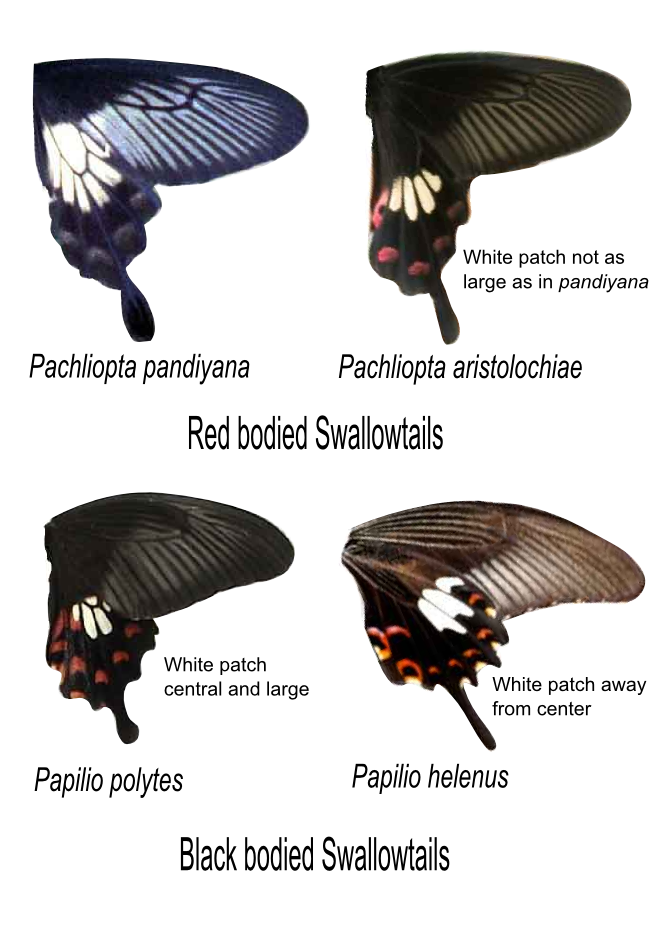
Сходные виды

- Самец
- Самец
- Самка
- Самка

## Жизненный цикл
По наблюдениям за продолжительностью инкубационного, личиночного и куколочного периодов видно, что бабочке требуется от одного до примерно 9 месяцев для завершения жизненного цикла (не считая имаго). Исследователи сделали вывод, что насекомое может иметь до 7 перекрывающихся поколений в год. Обычно в полевых условиях их, вероятно, меньше. Полевые исследования выявили наличие всех стадий на растениях-хозяевах в течение всего года.

### Яйца
Для откладывания яиц самка разыскивает растения рода Кирказон (Aristolochia) и выбирает здоровые растения, чтобы обеспечить достаточное количество пищи для роста и выживания своих прожорливых гусениц. Она откладывает круглые и оранжево-красноватые яйца с тонкими чёрными отметинами. Яйца откладываются поодиночке на нижнюю, очень редко на верхнюю поверхность листьев или даже на побеги.
Яйцекладки чаще наблюдались в августе и сентябре, а также в марте и апреле. На одном листе можно наблюдать до пяти яиц. Хорион покрыт красновато-коричневым мягким смолистым веществом в виде мельчайших зернистых масс. Последние расположены несколько волнистыми гребнями, сходящимися в одной точке. Они придают яйцу вид цитрона, длинная ось которого немного короче и немного наклонена в одну сторону и никогда не перпендикулярна поверхности листа. Инкубационный период в дикой природе остаётся предположительным. Поскольку в неволе бабочки не откладывали яиц, инкубационный период определяли путём регистрации максимального периода, необходимого для вылупления яиц, собранных в полевых условиях. Время, необходимое для вылупления яиц, то есть их инкубационный период, составляет от двух до тринадцати дней. Полученные здесь результаты в целом согласуются с наблюдениями в природе. Между октябрём и мартом инкубационный период длиннее из-за более низких температур.
Диаметр яиц 1—2 мм.

### Гусеницы
Гусеница бархатисто-бордового, чёрного или красновато-коричневого цвета с белой полосой на сегменте посередине, напоминающей пояс или воротник. На теле имеются многочисленные мясистые красновато-белые выступы. Она громоздка и медлительна в своих движениях.
Лабораторные исследования личиночных стадий показали, что продолжительность жизни личинок колеблется от 14 до 62 дней. Продление жизни личинок объясняется их зимней спячкой.
Гусеница проходит пять возрастов, достигая в итоге более 4 см в длину. Длина гусениц первого возраста около 4 мм. Размер в пятом возрасте от 39 до 42 мм в длину, от 9 до 10 мм в ширину, с мясистыми выступами около 3 мм. Перевязь выпуклая, кремового цвета, простирается до вентра-латеральной области с обеих сторон. Пара белых точек на 4-м сегменте брюшка соприкасается с субмедианными бугорками.

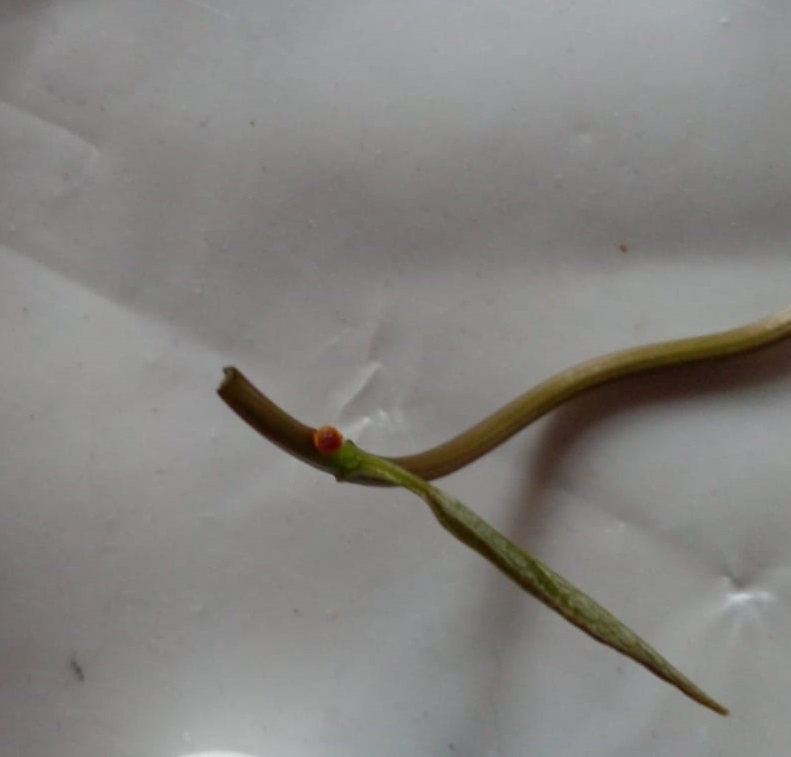
Яйцо на ветке
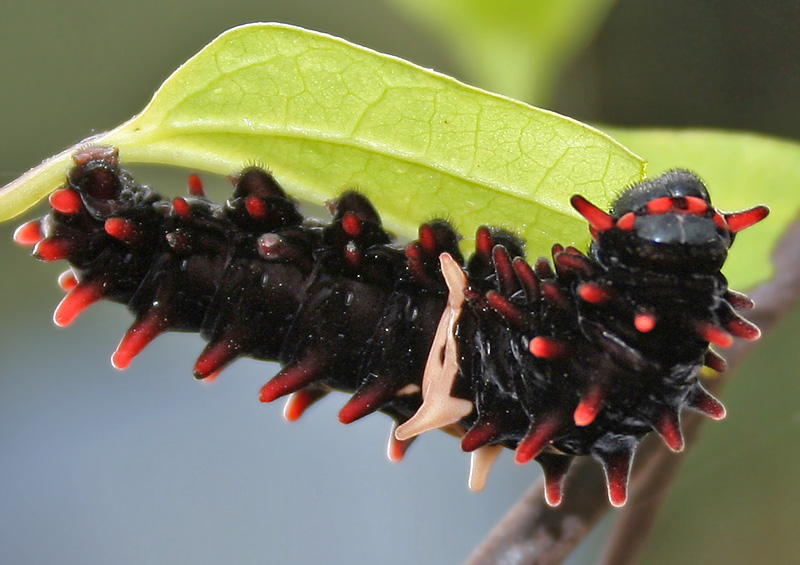
Гусеница
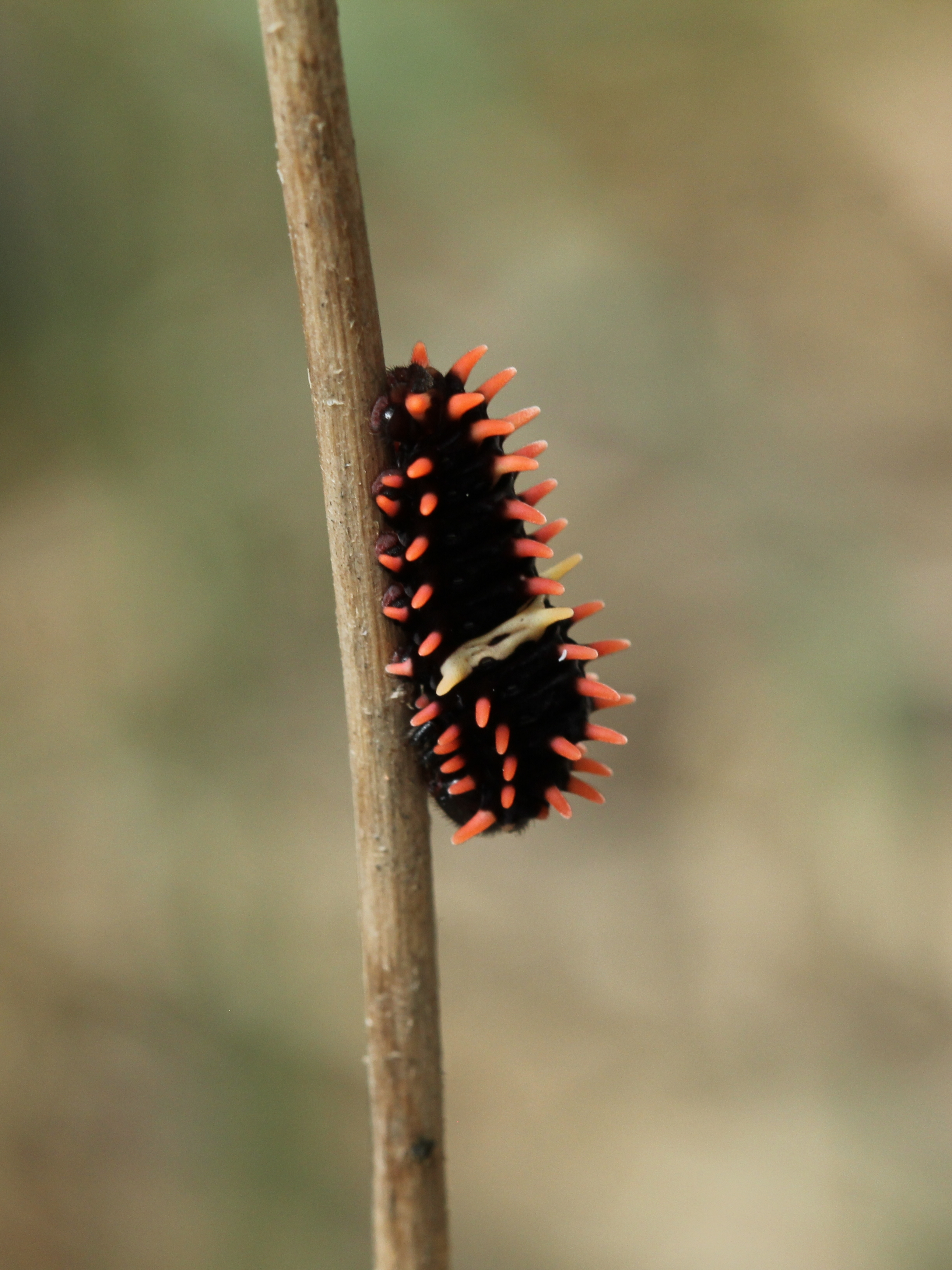
Окукливание
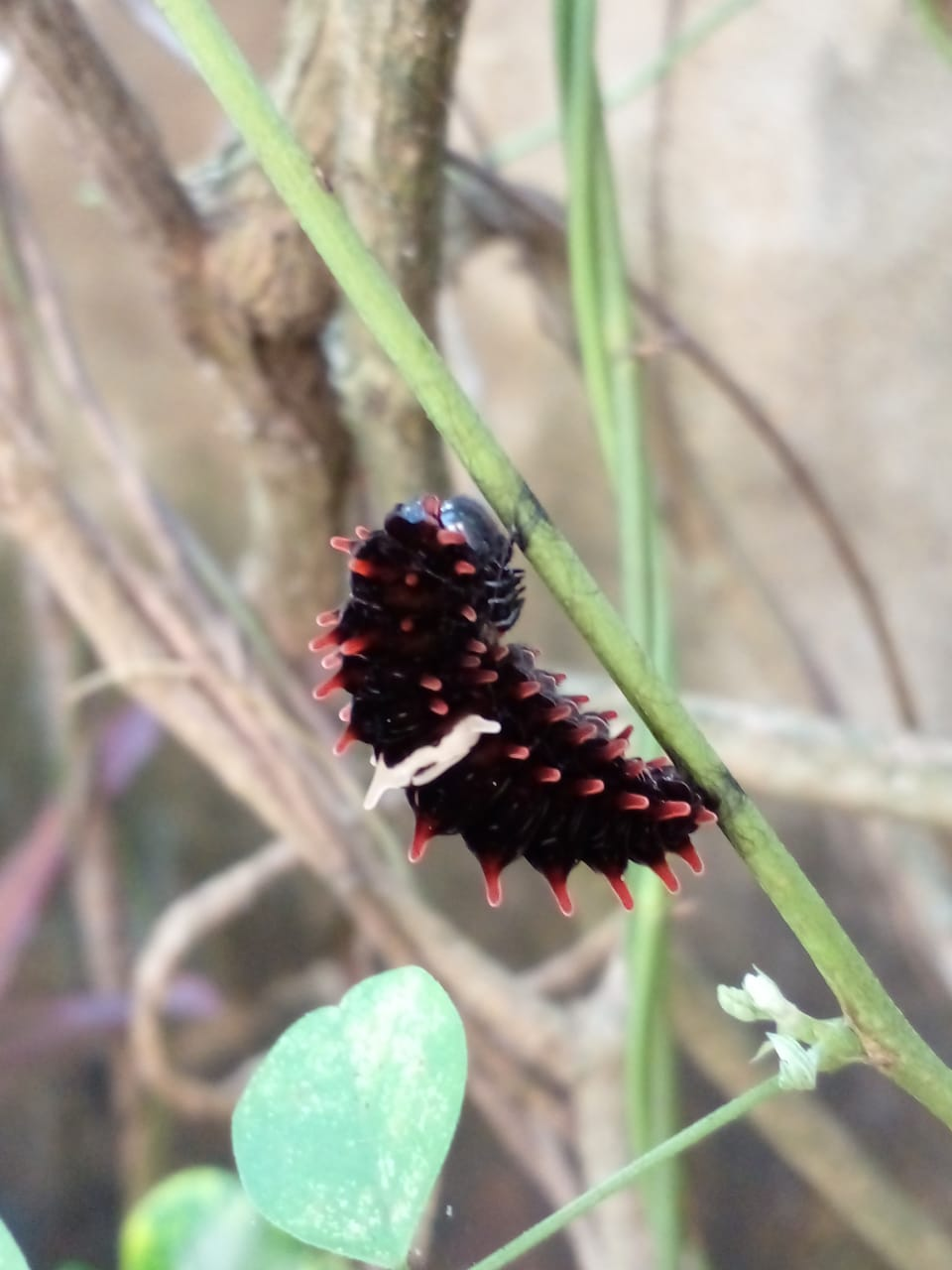
Окукливание
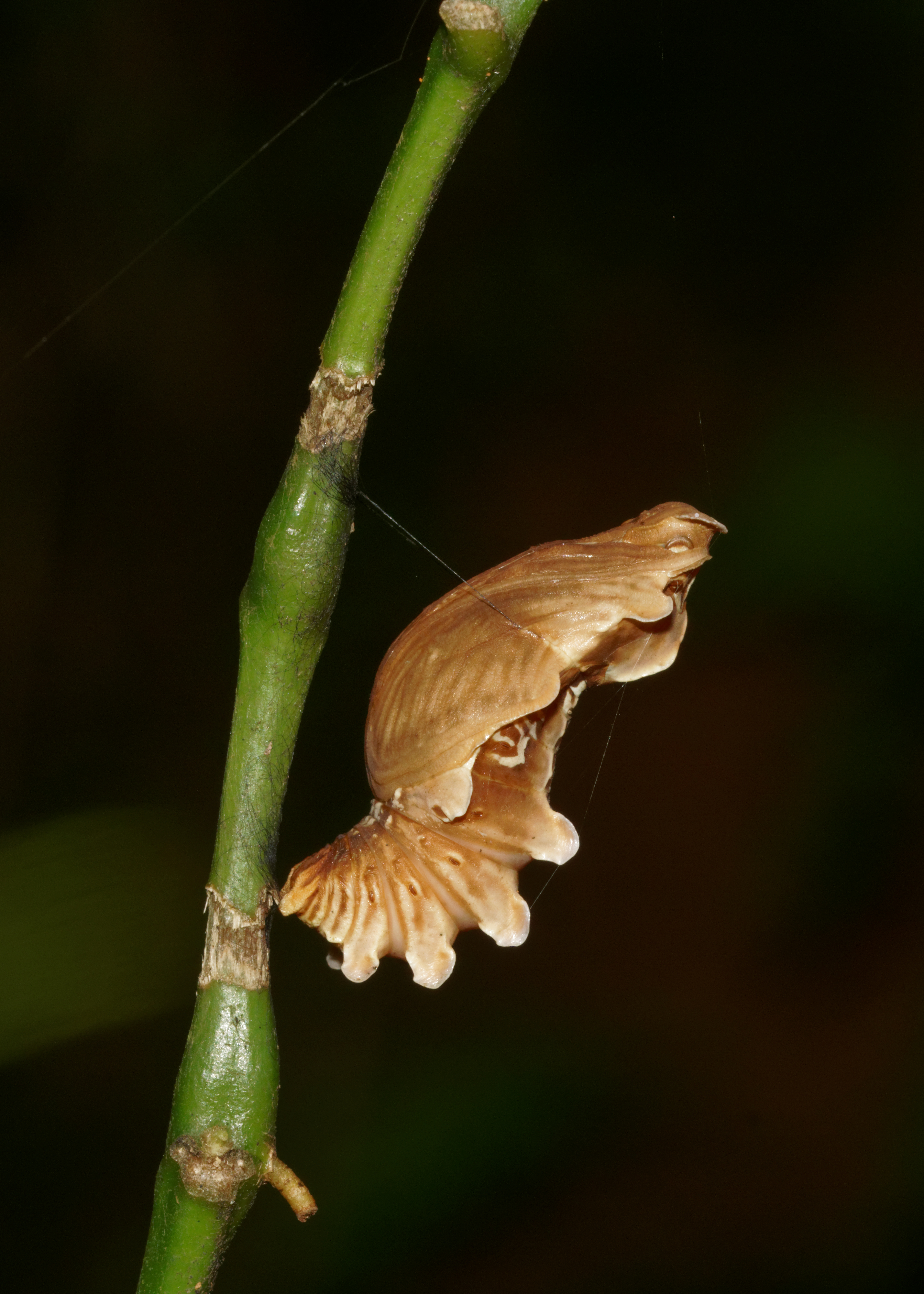
Куколка
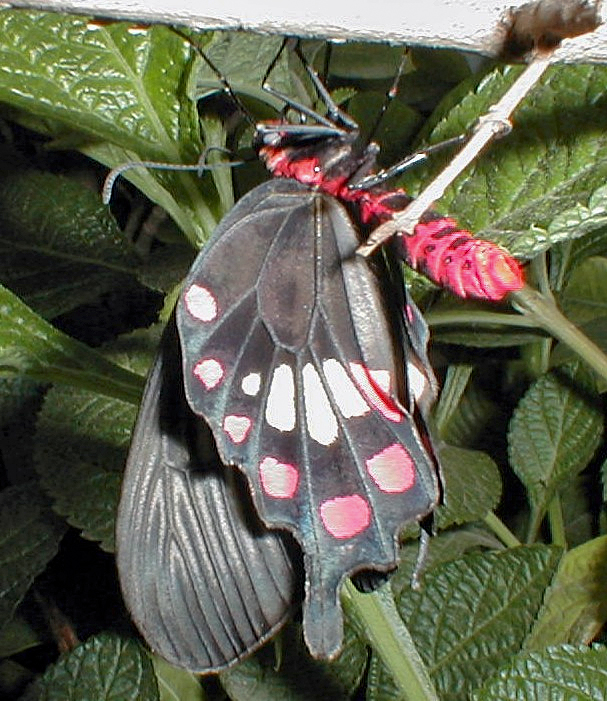
Имаго
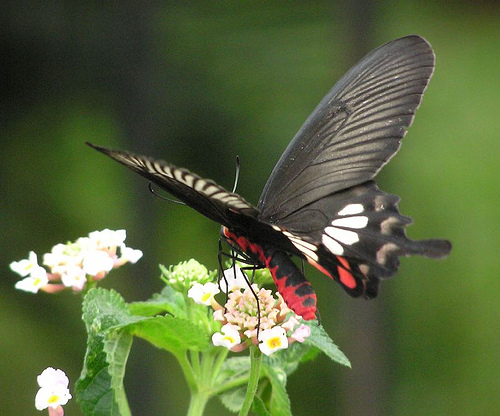
Имаго

### Куколка
Куколка коричневатая с различными оттенками коричневых и розовых отметин. Она прикреплена к своей опоре хвостом и удерживается под углом лентой на теле. Опора обычно представляет собой ветку. Отличительной особенностью куколки этого вида является наличие крупных полукруглых выступов на задней части брюшка, груди и головы.
Продолжительность периода развития куколки варьировала от 10 до 230 дней и она не коррелирует с температурой атмосферы. Также известны случаи, предположительного впадения в зимнюю спячку с удлинением периода куколки до 303 дней. Этот вывод о таком зимнем сне подвергаются сомнениям, так как вылет имаго происходил как в самый холодный период, так и в жаркие месяцы. Кроме того, куколкам из одной и той же партии требовалось очень разное время до появления взрослой особи, и иногда это происходило от более поздних окукливающихся особей, в то время как из куколок более ранней партии не происходило появления бабочек. Таким образом, существует большой диапазон индивидуальных вариаций периода куколки без видимого влияния температуры.

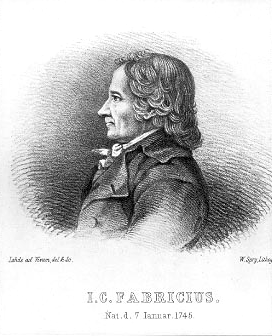
Иоганн Фабриций, впервые описавший этот вид бабочек в 1775 году

## Кормовые растения и враги
Основным кормовым растением для питания гусениц служат виды рода Кирказон (Aristolochia). Все эти растения-хозяева имеют ту или иную форму токсичной аристолохиевой кислоты, которую гусеница изолирует во время питания, а затем передаёт куколкам и взрослым особям бабочек. Это даёт им химическую защиту, так как делает их токсичными для позвоночных хищников, таких как птицы и рептилии. Своей яркой окраской гусеницы предупреждают их о своей несъедобности. Однако, вездесущие азиатские муравьи-портные (Oecophylla smaragdina) иногда охотятся на личинок этого вида. Группа рабочих муравьёв окружает гусеницу и держит её натянутой, в то время как другие отрывают куски тела и уносят их в муравейник.
Среди паразитов отмечен наездник-браконид Apanteles aristolochiae.

## Таксономия
Вид был впервые описан в 1775 году датским энтомологом Иоганном Христианом Фабрицием (1745—1808) под названием Papilio aristolochiae Fabricius, 1775. В дальнейшем его включали в состав родов Atrophaneura и Pachliopta (до 1961 года данный таксон рассматривался в ранге подрода в составе рода Atrophaneura) из трибы Troidini.